# Friedrich Wilhelm Held
Johann Friedrich Wilhelm Franz Held, teilweise auch Heldt, (* 11. August 1813 in Neiße; † 26. März 1872 in Berlin) war ein deutscher Journalist, Zeitschriftenherausgeber, historischer Schriftsteller und demokratischer Politiker während der Revolution von 1848.

## Leben
Sein Vater war ein Johann Held aus Böhmen, der als Offizier in der preußischen Armee diente. Seine Mutter war Rosina (geb. Willrich). Offenbar waren die Eltern früh verstorben, denn seine Erziehung erhielt Held im königlichen Waisenhaus in Potsdam.
Held schlug wie sein Vater zunächst eine Militärkarriere ein. Er war 1831 Leutnant beim 36. Infanterieregiment. Nach ein paar Jahren nahm er seinen Abschied und hat sich zunächst an verschiedenen Orten als Schauspieler versucht. Schließlich ließ er sich als Schriftsteller in Erfurt nieder. Im Jahr 1841 hatte er ein dem Prinzen Wilhelm von Preußen gewidmetes Bändchen unter dem Titel „Preußens Helden“ veröffentlicht. Wegen dieser Schrift wurde er in der Revolutionszeit, als er längst in das Lager der Opposition gewechselt war, verspottet, karikiert und als Renegat bezeichnet.
In Leipzig gab er seit Januar 1843 die Wochenzeitung Leipziger Locomotive heraus. Das Blatt hatte rasch Erfolg und erreichte eine Auflage von 20.000 Exemplaren. Das Blatt wurde verboten, obwohl Held zwar radikal auftrat, aber letztlich lediglich eine konstitutionelle Monarchie forderte. Unter neuen Titeln versuchte er in Halle und Schkeuditz die Zeitschrift fortzusetzen. Zeitweise wurde er verhaftet und veröffentlichte darauf die Schriften „Censuriana oder Geheimnisse der Censur“ von 1844 und „Dem Deutschen Volke“ von 1846.
Er zog schließlich nach Berlin, wo er seit April 1848 das Blatt als „Locomotive. Zeitung für politische Bildung des Volkes“ herausgab. In zahlreichen demagogisch gehaltenen Plakaten und als Redner in Massenversammlungen hat er versucht, politischen Einfluss auszuüben. Er stieg zu einem der Führer der demokratischen Bewegung auf. Allerdings war er in seinen Meinungen schwankend und verlor das bis dahin uneingeschränkte Vertrauen der Bevölkerung.
Den Rechten machte er es leicht, ihn wegen seines an Schillers Räubern orientiertem Äußeren – wallender Bart, lange Haare und Heckerhut – zu verspotten.
Nach dem Beginn der Gegenrevolution im Dezember 1848, als andere Oppositionsblätter verboten wurden, konnte Helds Locomotive zunächst weiter erscheinen, ehe das Blatt im Januar 1849 ebenfalls verboten wurde.
In der Zeit der schärfsten Repression lebte Held von Laterna-magica-Vorführungen und Puppentheater-Aufführungen mit tagesaktuellen Bezügen. Später war er königlicher Torfinspektor bei Freienwalde. Nach einer Zeit in Frankfurt am Main und in Hamburg kehrte er nach Berlin zurück und gab die Wochenschrift „Theatralia“ heraus. Seit 1863 war er Redakteur der „Staatsbürger-Zeitung“. Es stand der entstehenden Arbeiterbewegung, aber auch dem kapitalismuskritischen Kleinbürgertum nahe. Im Jahr 1871 trennte er sich von dem bisherigen Verleger und machte ein Konkurrenzunternehmen „Staatsbürgerzeitung (Alte Held’sche)“ auf. Eigentümer war eine Genossenschaft, deren eigentlicher Leiter aber Held war.
Neben verschiedenen anderen Schriften veröffentlichte Held seit 1844 zusammen mit Otto von Corvin eine achtbändige Illustrierte Weltgeschichte. Außerdem schrieb er eine „Geschichte des Revolutionszeitalters 1789-1850“, erschienen in mehreren Bänden seit 1850. Über die Zeit der Revolution von 1848 und der Folgezeit schrieb er „Deutschlands Lehrjahre 1848-1850.“ Auch dieses Werk erschien in mehreren Teilen seit 1859.